# Aparadorisme

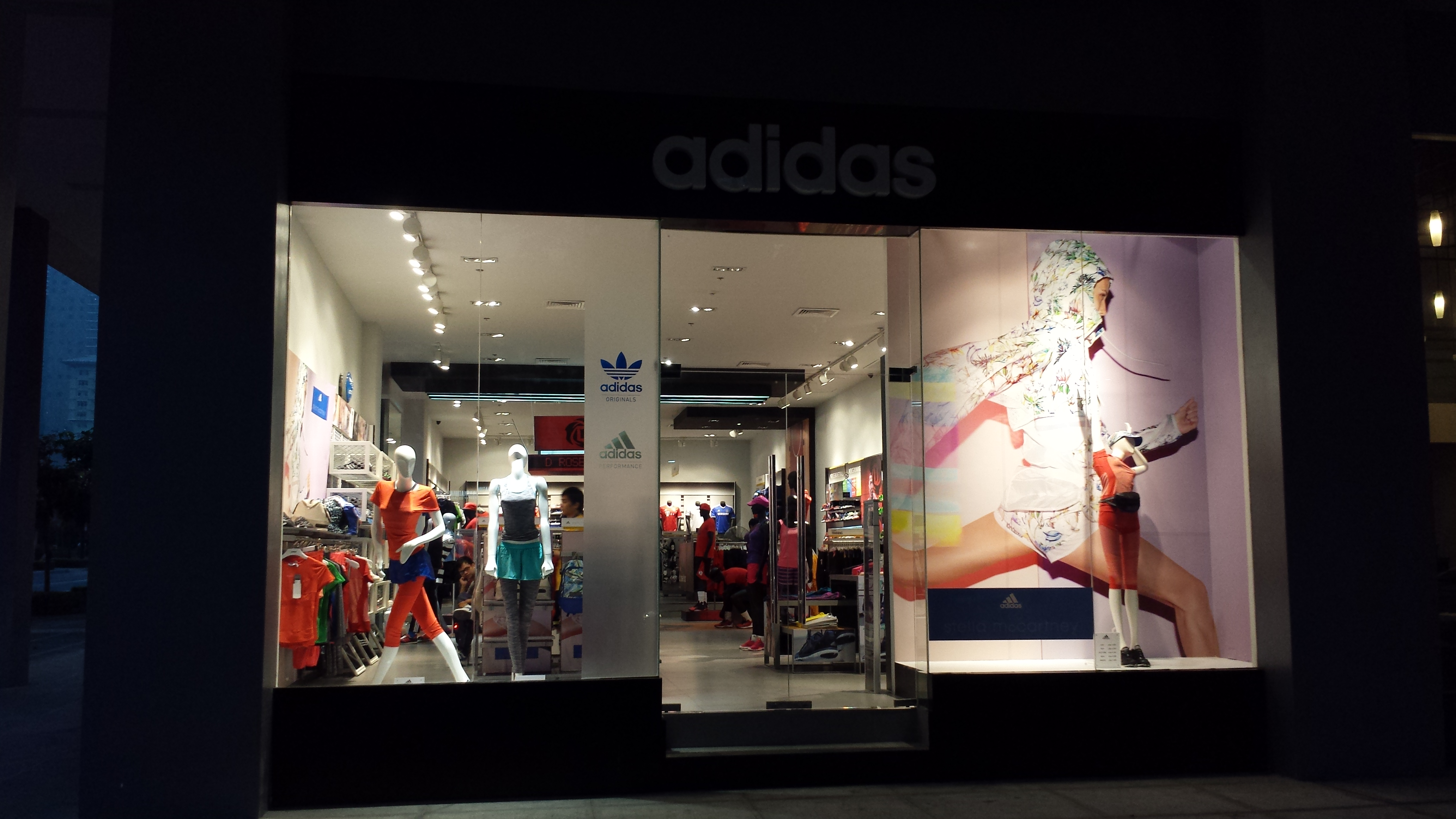
Un aparador d'una botiga

L'aparadorisme és l'art decoratiu de compondre els productes i elements estètics (fons, disposició d'elements, colors, formes, etc.) a l'aparador d'un establiment comercial amb la finalitat d'atraure l'atenció del consumidor en els productes exposats i transmetre una certa imatge de l'establiment. La persona que s'hi dedica professionalment és una aparadorista.
Els elements bàsics a tenir en compte a l'hora de realitzar un projecte d'aparadorisme són el producte, la botiga, el client i la marca, creant a l'aparador una escenografia que proporcioni un ambient agradable al consumidor. Una tendència actual en els aparadors és fer-los interactius. Així s'aconsegueix cridar més l'atenció dels vianants. Un exemple d'això va ser l'aparador de la botiga Levi's al Passeig de Gràcia amb Gran Via de Barcelona.